# Die Knochenfrau
Die Knochenfrau (Originaltitel: Huesera) ist ein Horror-Drama von Michelle Garza Cervera, das im Juni 2022 beim Tribeca Film Festival seine Premiere feierte.

## Handlung
Valeria und Raúl haben lange versucht, ein Kind zu bekommen. Nach einer gemeinsamen Reise hat es endlich geklappt, wie ein Schwangerschaftstest zeigt. Nun müssen sie sich nach einer Krippe umschauen, ein Zimmer für das Kind herrichten und die Verwandten über die anstehende Geburt informieren.
Während Valerias Bauch anschwillt, wird die junge Frau zunehmend von Visionen heimgesucht, die ihr Angst machen. Die „Knochenfrau“, eine Figur aus der mexikanischen Folklore, verfolgt sie in diesen. Tote tauchen auf oder klingeln ununterbrochen an ihrer Tür, und Valeria wacht mit mysteriösen Prellungen und Verstauchungen auf. Sie erschrickt vor sich selbst, als sie feststellt, dass ihr jegliche Muttergefühle fehlen. Octavia, ihre frühere Beziehung aus einer Zeit, in der sie in der Punkszene unterwegs war, tritt wieder in ihr Leben und erinnert Valeria daran, dass die anstehende Mutterrolle für sie vielleicht nicht das Richtige ist.

## Produktion

### Filmstab und Besetzung

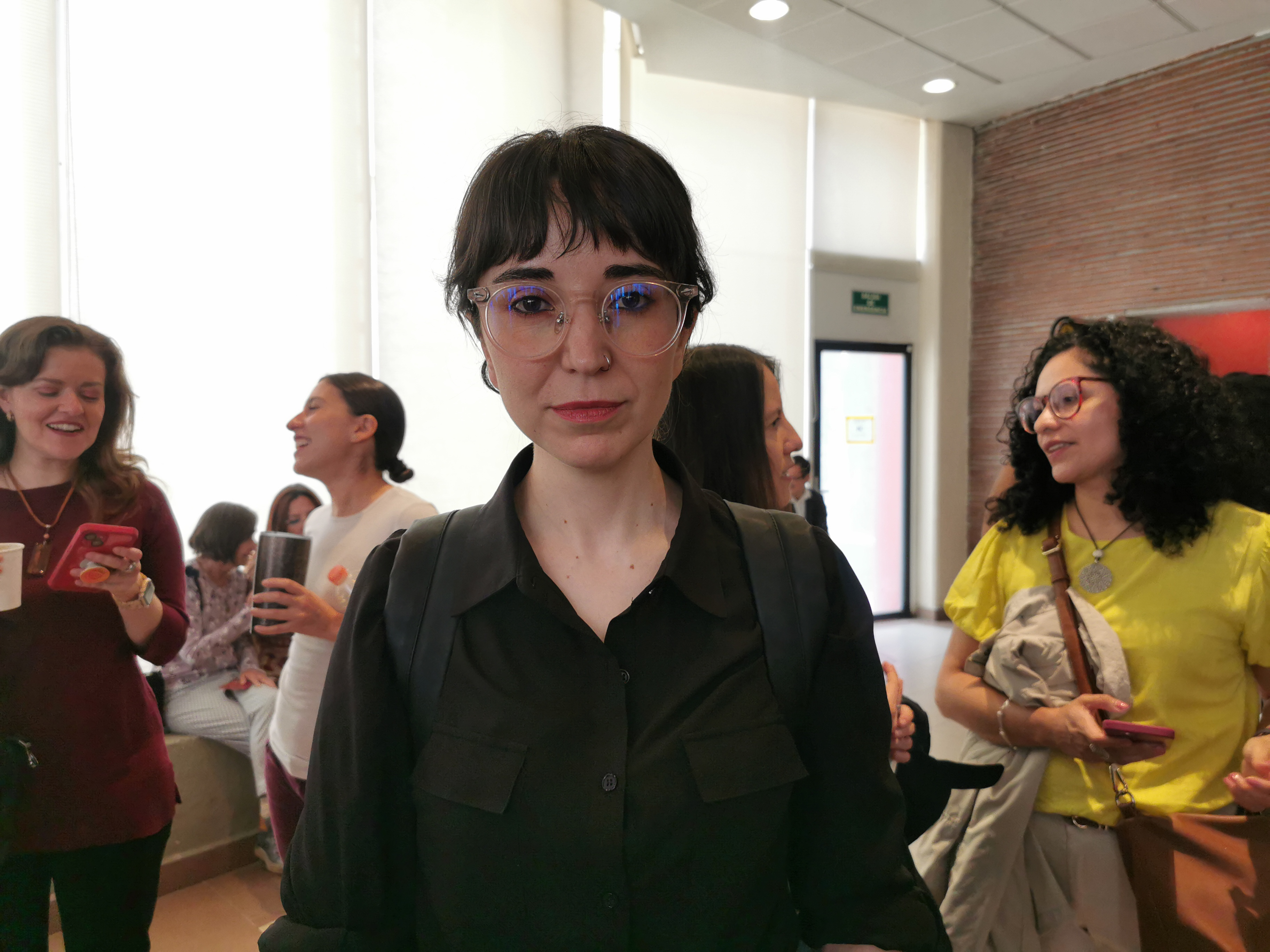
Regisseurin Michelle Garza Cervera

Regie führte Michelle Garza Cervera, die gemeinsam mit Abia Castillo auch das Drehbuch schrieb. Cervera strickte ihr Debüt um die mexikanische Volkssage um „La Huesera“ („Die Knochenfrau“) herum. Diese Figur hat mehrere Namen. So wird sie neben „La Huesera“ und „Spinnenfrau“ auch „La Trapera“ („Die Fängerin“), aber überwiegend „La Loba“ („Die Wolfsfrau“) genannt. Unabhängig von dem Namen sammelt sie Knochen, vornehmlich von jungen Frauen, und formt diese zu einem Skelett und haucht diesem Leben ein, wenn sie genug Knochen beisammen hat. Bei ihrem Ritual lässt sie ihre faltigen Hände über dem Skelett schweben, singt dabei mit erhobenen Armen, und es dauert nicht lange, bis sich wieder Fleisch auf den Knochen bildet. Diese besondere Bedeutung der Knochen wird auch im Film aufgegriffen und zeigt sich beispielsweise in Valerias Angewohnheit, ständig mit den Knochen zu knacken, sei es in den Fingern oder im Rücken. Die Regisseurin wollte damit den Stress visualisieren.

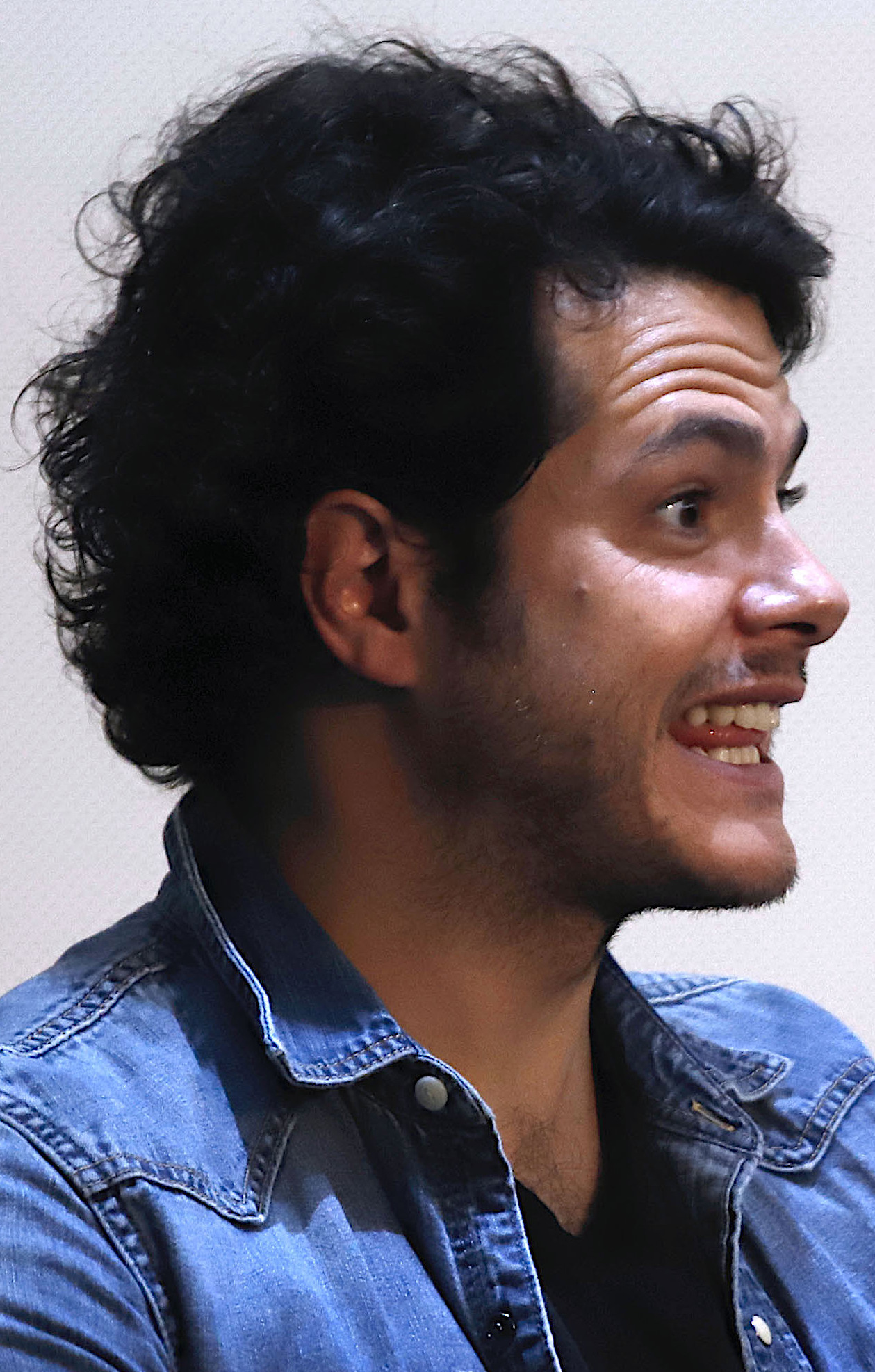
Alfonso Dosal spielt Raúl

Natalia Solián spielt in der Hauptrolle Valeria, Alfonso Dosals ihren Partner Raúl. Mercedes Hernández ist in der Rolle von Valerias Tante Isabel zu sehen und Mayra Batalla in der Rolle ihrer früheren Freundin Octavia. Pablo Guisa Koestinger hat in der Rolle von Vecino einen Cameo-Auftritt.

### Musikalisches und Veröffentlichung
Am Anfang des Films, als Valeria an einem Schrein der Mutter Gottes eine Opfergabe hinterlässt und für ein Kind betet, ist ein Chor zu hören, der das beliebte mexikanische Lied La Guadalupana singt, mit dem die Jungfrau Maria verehrt wird.
Die Premiere des Films erfolgte am 9. Juni 2022 beim Tribeca Film Festival. Im August 2022 erfolgten Vorstellungen beim Edinburgh International Film Festival. Im September 2022 wurde er beim Fantasy Filmfest gezeigt. Ab Ende September 2022 wurde er beim Slash Filmfestival vorgestellt, hiernach beim Calgary International Film Festival und Anfang Oktober 2022 beim Beyond Fest. Ebenfalls im Oktober 2022 erfolgten Vorstellungen beim Sitges Film Festival und beim Chicago International Film Festival. Im Januar 2023 wurde er beim Palm Springs International Film Festival gezeigt. Am 10. Februar 2023 kam der Film in ausgewählte US-Kinos. Der Kinostart in Mexiko erfolgte am 23. Februar 2023. In Deutschland erschien Die Knochenfrau am 12. April 2024 digital und 25. April 2024 auf DVD und Blu-ray im Verleih von Pierrot Le Fou.

## Rezeption

### Kritiken
Der Film konnte 97 Prozent der bei Rotten Tomatoes aufgeführten Kritiker überzeugen und wurde hierbei durchschnittlich mit 7,8 von 10 möglichen Punkten bewertet. Bei Metacritic erhielt der Film einen Metascore von 81 von 100 möglichen Punkten.
Kristy Strouse, Chefredakteurin von Film Inquiry, schreibt in ihrer Kritik, Natalia Solián sei großartig darin, Valerias Schmerz in jeder ihrer Bewegungen darzustellen. Der Film, der von sich aus schon aufgrund der gesichtslosen, verzerrten Körper angsteinflößend sei, rufe auch wegen des inneren Gefängnisses, in dem sich Valeria jeden Tag aufs Neue wiederfindet, Schrecken hervor. Der Film spielt größtenteils bei Valeria zuhause, wodurch er einen Druck aufbaue, als ob Valeria jeder Atemzug, den sie macht, schwerfällt. Die Kameraarbeit sei subtil, aber wirkungsvoll, und das Sounddesign sei ebenfalls tadellos, sodass Strouse sich körperlich berührt fühlte, jedes Mal, wenn Valeria vor Angst mit den Knochen knackt. So sei Die Knochenfrau ein herausragendes Debüt einer neuen und mutigen Stimme im Horrorgenre.

### Auszeichnungen
Brussels International Fantastic Film Festival 2022
- Nominierung im Internationalen Wettbewerb
- Lobende Erwähnung in der Critics Selection[20][21]

Chicago International Film Festival 2022
- Nominierung im OutLook Competition

Fantasy Filmfest 2022
- Nominierung für den Fresh Blood Award[22]

Gotham Awards 2023
- Nominierung für den Breakthrough Director Award (Michelle Garza Cervera)

Neuchâtel International Fantastic Film Festival 2022
- Nominierung für die „Narcisse“ im Internationalen Wettbewerb (Michelle Garza Cervera)[23]

Sitges Film Festival 2022
- Nominierung im Oficial Fantàstic Competition
- Auszeichnung mit dem Premio Citizen Kane a la dirección revelación (Michelle Garza)[24][25]

Tribeca Film Festival 2022
- Auszeichnung als Best New Narrative Director (Michelle Garza Cervera)
- Auszeichnung mit dem Nora Ephron Prize (Michelle Garza Cervera)